# محرمة زوغو
الأميرة مهريماه زوغو هي أبنة الأمير بهاء الدين أبازة ويمتد نسب والدها إلى السلطان مراد الرابع أما والدتها فهي الأميرة الألبانية حبيبة زوغو شقيقة أخر ملوك ألبانيا أحمد زوغو ولدت الأميرة مهريماه في إسطنبول عام 1920 وبعد 4 سنوات من مولدها خرجت مع أسرتها من تركيا بعد إلغاء الخلافة عام 1924 على يد كمال أتاتورك إلى بلد خالها الملك أحمد زوغو وعاشت في تيرانا عاصمة ألبانيا واكتسبت اسم عائلة والداتها زوغو حتى عام 1939 عندما قامت الثورة في ألبانيا وتم طرد أسرة الملك وتحويلها لجمهورية وخرجت الأميرة للمنفى للمرة الثانية وعمرها لا يتجاوز التاسعة عشرة من عمرها إلى مصر هذة المرة وعاشت في الأسكندرية في قصر رائع تم تقديمة لأسرتها من الحكومة المصرية ليليق أن تسكن أسرة ملكية سابقة وعاشت في مصر منذ عام 1939 حتى عام 1953 عندما خرجت للمنفى للمرة الثالثة وعمرها 33 عام وقتها بسبب إلغاء الملكية وقيام الجمهورية وذهبت إلى تونس بدعوة من الأميرة جنينة زوجة باي تونس محمد الأمين باي وعاشت في مدينة بنزرت في فيلا صغيرة ولكن لم تهنئ طويلا إذ في عام 1957 تم إلغاء الملكية في تونس وقيام الجمهورية وطلب منها إخلاء الفيلا ومغادرة البلاد في ظرف 10 ساعات فقط وخرجت الأميرة للمنفى للمرة الرابعة وعمرها 37 عام وهذه المرة جاءت الدعوة من الملك الليبي إدريس السنوسي وزوجته الملكة فاطمة السنوسي وأستقرت الأميرة في مدينة بنغازي الليبية في بيت من طابقين تحيط به حديقة صغيرة وكرست حياتها للرسم والتأليف الموسيقي إذ كانت بارعة في العزف على البيانو وعاشت في ليبيا منذ عام 1957 حتى عام 1969 عندما قامت الثورة في ليبيا التي أطاحت بالملكية الليبية وتم إعلان الجمهورية وتم طرد الأميرة مهريماه من ليبيا وخرجت للمرة الخامسة في حياتها للمنفى وعمرها 49 عام وفي ذلك الوقت كانت لها صداقة مع الأميرة فاطمة بهلوي الأخت غير الشقيقة لشاه إيران محمد رضا بهلوي التي دعتها للعيش في إيران وفعلا ذهبت إلى إيران عام 1969 وأختارت أن تعيش في مدينة أصفهان وتم تجهيز فيلا رائعة المعمار وتحيط بها حديقة وارفة لسكن الأميرة الحزينة وعاشت بها 10 سنوات فقط إذ عام 1979 قامت الثورة في إيران وتم إسقاط الملكية وخرجت الأميرة للمنفى للمرة السادسة وعمرها 59 عام وهذة المرة قررت الأميرة أن تذهب للعيش في باريس ومنذ عام 1979 وهي تعيش هناك حتى الآن ترسم وتبيع لوحاتها وتعزف على البيانو في البارات لكي تستطيع أن تؤمن لنفسها مأوى وخبز يقيها شر السؤال. أتخذت لنفسها اسم آخر هو شارلوت بارنيية لكي لا يتعرف عليها أحد. لم تتزوج أبدا.

## وصلات خارجية
- البلاط الملكي الألباني-الموقع الرسمي
- جمعية أبحاث بلاط الملك زوغو الأول نسخة محفوظة 14 مايو 2011 على موقع واي باك مشين.